# Джон Гонт
Джо́н Го́нт  (англ. John of Gaunt; 6 березня 1340 — 3 лютого 1399) — англійський шляхтич, герцог Ланкастерський. Представник дому Плантагенетів, засновник династії Ланкастерів.

## Біографія
Народився в Генті, Фландрія. Син англійського короля Едварда III і геннегауської принцеси Філіппи. Успадкував землі тестя, ланкастерського герцога Генріха Гросмонтського (1361); своячки Мод, а також землі батька. Був одним із найбільших феодалів Європи, володів 30 замками й маєтками в Англії та Франції. Його статки не поступалися королівським. Разом зі своїм старшим братом Едвардом, так званим Чорним принцом, був одним з провідних воєначальників англійського короля Едварда в Столітній війні. Здійснив п'ятимісячний рейд через всю Францію: від Кале до Бордо (1373). Мав великий вплив на державні справи за неповноліття короля Річарда II, а також в подальший період політичної нестабільності, не виступаючи при цьому відкрито на стороні противників Річарда. Певний час підтримував реформаторів, прибічників Джона Вікліфа, можливо, з міркувань боротьби з домаганнями Католицької церкви, які постійно зростали. Помер в Лестері, Англія. Після смерті всі його володіння конфіскували на користь корони, оскільки його син Генріх Болінгброк (майбутній Генріх IV) був вигнаний з країни (1398) за звинуваченням у зраді. Згодом Генріх повернувся до Англії, скинув Річарда II та вступив на престол. Прізвисько — Го́нт (Ге́нтський; англ. of Gaunt, «уродженець Гента»).

## Родина
1 Дружина (з 1359) — Бланка (1342—1368), донька ланкастерського герцога Генрі.
Діти:
- Філіппа (1360—1415) — королева Португалії.
- Генріх IV (король Англії)

2 Дружина — Констанца Кастильська (1371—1394)
Діти:
- Катерина Ланкастерська

3 Дружина — Катерина Суінфорд (1396—1399)
Діти: не було